# 哈拉瓜鎮
18°28′48″N 71°30′0″W / 18.48000°N 71.50000°W
哈拉瓜鎮（西班牙語：Villa Jaragua），是多明尼加共和國的城鎮，位於該國西南部，由巴奧魯可省負責管轄，面積120.23平方公里，2012年人口13,562，人口密度每平方公里110人。